# Dennis Haysbert
Dennis Dexter Haysbert (sinh ngày 2 tháng 6 năm 1954) là một diễn viên người Mỹ. Ông được biết đến nhiều nhất với vai diễn Thượng nghị sĩ Mỹ (sau đó là Tổng thống) David Palmer trong 5 phần đầu tiên của loạt phim truyền hình 24, ông cũng được biết đến với các diễn như Cầu thủ bóng chày Pedro Cerrano trong bộ ba phần phim Major League, Mật vụ Tim Collin trong bộ phim chính trị Absolute Power năm 1997, và Jonas Blane trong bộ phim truyền hình The Unit. Ông cũng xuất hiện trong các quảng cáo của Bảo hiểm Allstate, xuất hiện trong các phim điện ảnh như Love Field, Heat và Far from Heaven.

## Sự nghiệp

### Điện ảnh
| Năm  | Tên                              | Vai diễn                                    | Ghi chú |
| ---- | -------------------------------- | ------------------------------------------- | --- |
| 1979 | Scoring                          | Lt. Harrigan                                | |
| 1989 | Major League                     | Pedro Cerrano                               | |
| 1990 | Navy Seals                       | Chief Special Warfare Operator Billy Graham | |
| 1992 | Mr. Baseball                     | Max "Hammer" Dubois                         | |
| 1992 | Love Field                       | Paul Cater                                  | |
| 1993 | Suture                           | Clay Arlington                              | |
| 1993 | Alex Haley's Queen               | Davis                                       | |
| 1994 | Major League II                  | Pedro Cerrano                               | |
| 1995 | Heat                             | Donald Breedan                              | |
| 1995 | Waiting to Exhale                | Kenneth Dawkins                             | |
| 1996 | Amanda                           | Seven/Sir Jordan                            | |
| 1997 | Absolute Power                   | Tim Collin                                  | |
| 1998 | How to Make the Cruelest Month   | Manhattan Parks                             | |
| 1998 | Major League: Back to the Minors | Pedro Cerrano                               | |
| 1998 | Standoff                         | Ty 'Bama' Jones                             | |
| 1999 | The Minus Man                    | Graves                                      | |
| 1999 | The Thirteenth Floor             | Detective Larry McBain                      | |
| 1999 | Random Hearts                    | Detective George Beaufort                   | |
| 2000 | What's Cooking?                  | Ronald Williams                             | |
| 2000 | Love & Basketball                | Zeke McCall                                 | |
| 2002 | Far from Heaven                  | Raymond Deagan                              | Satellite Award for Best Supporting Actor - Motion Picture Washington D.C. Area Film Critics Association Award for Best Supporting Actor Đề cử — Chlotrudis Award for Best Supporting Actor |
| 2003 | Sinbad: Legend of the Seven Seas | Kale                                        | Lồng tiếng |
| 2005 | Jarhead                          | Major Lincoln                               | |
| 2007 | Goodbye Bafana                   | Nelson Mandela                              | |
| 2007 | Breach                           | Dean Plesac                                 | |
| 2011 | The Details                      | Lincoln                                     | |
| 2011 | Kung Fu Panda 2                  | Master Storming Ox                          | Lồng tiếng |
| 2012 | LUV                              | Mr. Fish                                    | |
| 2012 | Wreck-It Ralph                   | General Hologram                            | Lồng tiếng |
| 2013 | Welcome to the Jungle            | Mr. Crawford                                | |
| 2013 | Battledogs                       | Lt. General Christopher Monning             | |
| 2014 | Mr. Peabody & Sherman            | Judge                                       | Lồng tiếng |
| 2014 | Think Like a Man Too             | Uncle Eddie                                 | |
| 2014 | Life of a King                   | Searcy                                      | |
| 2014 | Sin City: A Dame to Kill For     | Manute                                      | |
| 2014 | Men, Women & Children            | Secretluvur                                 | |
| 2014 | Sniper: Legacy                   | The Colonel                                 | |
| 2014 | Dear White People                | The Dean                                    | |
| 2014 | How Murray Saved Christmas       | Narrator                                    | |
| 2015 | Experimenter                     | Ossie Davis                                 | |
| 2015 | Dead Rising: Watchtower          |                                             | Digital film |
| 2015 | Ted 2                            | Fertility Doctor                            | |
| 2016 | Jarhead 3: The Siege             | Major Lincoin                               | Direct to video |
| 2016 | Sniper: Ghost Shooter            | The Colonel                                 | Direct to video |
| 2017 | Fist Fight                       |                                             | |

### Truyền hình
| Năm       | Tên                             | Vai diễn                 | Ghi chú |
| --------- | ------------------------------- | ------------------------ | --- |
| 1978      | Lou Grant                       | Victor                   | Tập: "Schools" |
| 1979      | The White Shadow                | Basketball Player        | Tập: "Wanna Bet?" |
| 1979      | Laverne & Shirley               | Navy Shore Patrolman     | Tập: "What Do You Do with a Drunken Sailor?" |
| 1980      | Quincy M.E.                     | Fred                     | Tập: "New Blood" |
| 1980      | The Incredible Hulk             | Guard                    | Tập: "Nine Hours" |
| 1980      | Galactica 1980                  | Imperious Leader         | Tập: "Space Croppers" |
| 1980–1981 | Buck Rogers in the 25th Century | Various                  | 5 tập |
| 1981      | Quincy M.E.                     | Driver                   | Tập: "Headhunter" |
| 1981      | Grambling's White Tiger         | James "Shack" Harris     | Phim điện ảnh chiếu TV |
| 1981–1982 | Code Red                        | Stuff Wade               | 8 tập |
| 1983      | The A-Team                      | Psych Ward Staff         | Tập: "One More Time" |
| 1984      | Dallas                          | Dr. Forbes               | Tập: "Killer at Large" |
| 1984      | Riptide                         | Odell                    | Tập: "Father's Day" |
| 1984      | Gimme a Break!                  | Rev. Winfield            | Tập: "Baby of the Family" |
| 1984–1985 | Off the Rack                    | Cletus Maxwell           | 7 tập |
| 1985      | Magnum P.I.                     | Lieutenant Jameson, USN  | Tập: "Blood and Honor" |
| 1985      | What's Happening Now!!          | Policeman                | Tập: "I'll Be Homeless for Christmas" |
| 1985      | Growing Pains                   | Police Officer           | Tập: "Weekend Fantasy" |
| 1986      | The Fall Guy                    | Jeremy Wolf              | Tập: "Trial by Fire" |
| 1986      | 227                             | Sgt. Banks               | Tập: "Redecorating Blues" |
| 1986      | Scarecrow and Mrs. King         | Kimambo                  | Tập: "Billy's Lost Weekend" |
| 1986      | The Young and the Restless      | Ron Clark                | 8 tập |
| 1987      | Growing Pains                   | Officer Wright           | Tập: "Gone But Not Forgottten" |
| 1987      | Knots Landing                   | Police Officer           | Tập: "The Unraveling" |
| 1987      | Easy Street                     | Chip                     | Tập: "The Country Club" |
| 1987      | Valerie                         | Dr. Ervin                | Tập: "Oedipus Wrecks" |
| 1987      | Our House                       | Unknown                  | Tập: "Sounds from a Silent Clock: Part 2" |
| 1987      | The Facts of Life               | Sgt. Evans               | Tập: "Before the Fall" |
| 1988      | Growing Pains                   | Frank                    | Tập: "State of the Union" |
| 1988      | Crime Story                     | Franklin Himes           | 2 tập |
| 1988–1989 | Just the Ten of Us              | Coach Duane Johnson      | 9 tập |
| 1989      | Night Court                     | James Morgan             | Tập: "Pen Pal" |
| 1989      | The Robert Guillaume Show       | Mr. Peterson             | Tập: "Guaranteed Not to Shrink" |
| 1991      | K-9000                          | Nick Sanrio              | Phim điện ảnh chiếu TV |
| 1993      | Alex Haley's Queen              | Davis                    | Phim điện ảnh chiếu TV |
| 1993      | Return to Lonesome Dove         | Jack Jackson             | 3 tập |
| 1993      | American Playhouse              | Rev. Oliver Crawford     | Tập: "Hallelujah" |
| 1998      | The New Batman Adventures       | Barkley James            | Tập: "Mean Seasons" |
| 1998–1999 | Superman: The Animated Series   | Agent #1/Doctor #1       | 2 tập: "Where There's Smoke" và "Unity" |
| 1999–2000 | Now and Again                   | Dr. Theodore Morris      | 22 tập Saturn Award for Best Supporting Actor on Television Đề cử — Satellite Award for Best Actor – Television Series Drama |
| 2001      | Soul Food                       | Rick Grant               | 2 tập |
| 2001      | The Outer Limits                | Joshua Finch             | Tập: "Rule of Law" |
| 2001–2006 | 24                              | David Palmer             | 81 tập Đề cử — Golden Globe Award for Best Supporting Actor - Series, Miniseries or Television Film Đề cử — Satellite Award for Best Supporting Actor - Television Series Đề cử — NAACP Image Award for Outstanding Actor in a Drama Series (2003, 2004) Đề cử — NAACP Image Award for Outstanding Supporting Actor in a Drama Series Đề cử — Screen Actors Guild Award for Outstanding Performance by an Ensemble in a Drama Series (2003, 2005) |
| 2001–2002 | Static Shock                    | Chief Barnsdale          | 4 tập |
| 2001–2004 | Justice League                  | Kilowog                  | 4 tập |
| 2006–2009 | The Unit                        | Jonas Blane              | 69 tập Đề cử — NAACP Image Award for Outstanding Actor in a Drama Series (2007-2009) |
| 2013      | Newsreaders                     | Det. Fenster Landau      | Tập: "CCSI: Boston" |
| 2013      | Trophy Wife                     | Russ Bradley Morrison    | 2 tập |
| 2014      | The Boondocks                   | Sturdy Harris            | Tập: "Freedom Ride or Die" |
| 2015      | Blue Bloods                     | Deputy Chief Donald Kent | Tập: "New Rules" |
| 2015      | Backstrom                       | Detective Almond         | Vai phụ |
| 2016      | Undercover                      | Rudy Jones               | 5 tập |
| 2016      | Brooklyn Nine-Nine              | Bob Annderson            | Tập: "Bureau", "Greg and Larry" |